# アメリカン・ブリッジ
アメリカン・ブリッジ（American Bridge Company）は、アメリカ合衆国ペンシルベニア州ピッツバーグ郊外のコラオポリスに本社を置く総合建設会社である。橋の架設および修復の分野を得意とするほか、ビルなどの建設も手がける。AB、ABCと略されることがある。

## 概要
アメリカン・ブリッジは、鉄を建設資材として開発し、使用した先駆者であった。当初は社名のとおり橋に関する事業を行っていた。その技術は、ビル、橋梁、船など、鉄板（鋼板）を用いるさまざまなものに応用され、アメリカ国内的にも、世界的にも、そうした事業の創始期から立ち会うこととなった。
後述のようにアメリカン・ブリッジのルーツは製鉄会社と建設会社にあり、その影響はいまもなお強く残るが、現在は複雑化する施主の要求に対応すべく事業の範囲を拡大している。同社が手がけた事業として知られるいくつかの例は、同社が単なる鉄鋼関連会社ではなく、総合建設会社としてのノウハウを確立していることを示している。
本社のあるコラオポリスにほど近いアンブリッジ（Ambridge）は、その名称からわかるとおり、アメリカン・ブリッジの企業城下町である。両自治体はオハイオ川に面しており、水運または鉄道により、多数の製鉄関連業者とのアクセスと製品の出荷に便利な立地となっている。
関連会社として、アメリカン・ブリッジ・ホールディングとアメリカン・ブリッジ・マニュファクチャリングがある。

## 歴史
アメリカン・ブリッジのルーツは、1860年代にいくつかの企業が統合されて設立されたキーストーン・ブリッジ・ワークス（Keystone Bridge Works）に遡る。同社はミシシッピ川初の鉄橋にして今日も供用されているイーズ橋を建設した会社である。
1900年4月、キーストーン・ブリッジ・ワークスをはじめとした製鉄会社や建設会社など28の企業がジョン・モルガンにより統合され、アメリカン・ブリッジが設立された。翌年、モルガンは一大鉄鋼トラストであるUSスチールを設立し、アメリカン・ブリッジはその子会社となった。1980年代に入り、USスチールは製造部門と建設部門を分離し、子会社の売却を開始。1987年にアメリカン・ブリッジは投資会社2社に売却された。
1989年、現オーナーは、高層ビル建設市場が冷え込む中で株価が底値となっていたアメリカン・ブリッジを取得。1990年代には収入が3000万ドル程度にまで落ち込んだが、1993年、新しいCEOのもとで改革を図る。橋の修繕、海洋事業、コンクリート建築物などに参入することで企業の力を回復し、2007年の収入は4億3540万ドルを記録した。

## 日本との関わり
日本の鉄道の黎明期、土木を含む鉄道に関する技術は、本州はイギリス、北海道はアメリカ、九州はドイツの流儀を導入した。本州における鉄道橋も当然イギリス流儀であったが、イギリスのお雇い外国人技師であったチャールズ・ポーナルが帰国した1896年（明治29年）ころからアメリカ流儀に切り替わった。そこに採用されたのが、アメリカン・ブリッジ製の規格製品である。1899年（明治32年）から十数年の間に多数が輸入された。
また、明治時代に3人の日本人が、アメリカン・ブリッジで学んでいる。下記に帰国後の業績を記す。
- 樺島正義 - 日本で初めての橋梁コンサルタント。
- 関場茂樹 - 自身の事務所を開設、のちに松尾橋梁に迎えられ、澱川橋梁などを設計した。
- 増田淳 - 関東大震災後の復興計画に携わり、白鬚橋や吉野川橋など約80橋を設計した。

## アメリカン・ブリッジに対する批判
バハマのアバコ諸島におけるリゾート建設にアメリカン・ブリッジが関わっているとして、同社を批判する動きがある。これはディスカバリー・ランド・カンパニーが開発する「ベーカーズ・ベイ・ゴルフ・アンド・オーシャン・クラブ」を建設する際に、グレート・グアナ・ケイにおいてマングローブ林とサンゴ礁を破壊するというもの。シエラ・クラブ、オーシャン・フューチャーズ・ソサイエティをはじめ多数の環境保護団体、とりわけ現地民に強力に反対されている。

## アメリカン・ブリッジが手がけたもの
アメリカ合衆国国立公園局によるアメリカ合衆国歴史建造物調査（Historic American Buildings Survey（HABS））において84件リストアップされている。そのリストによれば、アメリカン・ブリッジは施工者として掲載されており、設計者ではない。これは、当時は設計者と施工者はお互いを指名できず、設計が完了したのちに施主が施工者を選び、そののち完成まで両者がともに働く、という方法が一般的であったためである。

### 橋梁
特記以外はアメリカ国内のものである。
- アメリカにおける有名な五橋
  - シルバー橋（Silver Bridge）（1927年）
  - マッカーサー・コーズウェイ（MacArthur Causeway）（1997年）
  - サンフランシスコ・オークランド・ベイブリッジ（1936年）
  - マキナック橋（1957年）
  - ヴェラザノ・ナローズ・ブリッジ（1964年）

- アメリカにおける最長のプレストレスト・コンクリート製吊り橋
  - サンシャイン・スカイウェイ橋（Sunshine Skyway Bridge）（1986年）

- 南アメリカにおける最長の吊り橋と、ヨーロッパにおける最長の吊り橋の一つ
  - アンゴストゥラ橋（Angostura Bridge）（ベネズエラ、1967年）
  - 4月25日橋（ポルトガル、1966年）

- 世界最長のアーチ橋上位三橋
  - ニュー川渓谷橋（New River Gorge Bridge）（1977年、518m）
  - ベイヨン橋（Bayonne Bridge）（1932年、504m）
  - ヘルゲート橋（1916年、298m）

- 世界最長の連続トラス橋
  - アストリア・メグラー橋（1966年、376m）

- 技術史的に重要な橋
  - ノーフォーク・サザン鉄道の昇開橋（1995年に移設）
  - 4月25日橋 - 吊り橋の更新時に、メインケーブルのみを空中で交換した初の例
  - ライオンズゲートブリッジ（カナダ、2001年） - 吊り橋の更新時に、桁のみを補剛トラスと交換した初の例

- 日本の橋
  - 余部橋梁 - 橋脚の部材
  - 紀ノ川橋梁 (南海本線) - 1903年、上り線
  - 汽車道 - 港1号橋梁、港2号橋梁。遊歩道となっている。
  - 第五長良川橋梁 - 東海道本線の大井川橋梁を改造・転用したもの。
  - 球磨川第一橋梁(JR肥薩線) - 鎌瀬駅-瀬戸石駅間 単線の鉄道橋 1906年製造

### 建築物
- 建設された当時、世界でもっとも高かったビル
  - シアーズ・タワー（1974年、433m）
  - エンパイア・ステート・ビルディング（1932年、319m）
  - クライスラービル（1913年、241m）

- 有名なビル
  - サンフランシスコ市庁舎
  - ジョン・ハンコック・センター
  - AONセンター
  - コロンビア・センター（Columbia Center）
  - USスチール・タワー（U.S. Steel Tower）

- 建設された当時、世界最大容積だったもの
  - ケネディ宇宙センターのスペースシャトル組立棟（1964年）
  - ボーイング747組立棟（1974年）

- 有名なドーム
  - ルイジアナ・スーパードーム（1964年）
  - アストロドーム（1974年）

- その他
  - マクドネル・ダグラス（現ボーイング）の宇宙ロケット発射台（1994年）
  - ウォルト・ディズニー・ワールド・リゾートの施設の基礎（1971年）